# Rolf Romson
Rolf Romson, född 6 november 1916 i Lunds stadsförsamling i dåvarande Malmöhus län, död ogift 24 november 1998 i Sofia församling i Stockholm, var en svensk jurist och förste sekreterare.
Rolf Romson tillhörde släkten Romson från Mora; han var son till byggnadschefen Karl Romson och advokaten Märta Björnbom-Romson. Efter studentexamen i Stockholm 1935 läste han juridik. Han blev juris kandidat 1940 och gjorde sin tingstjänstgöring i Jämtlands norra domsaga 1941–1943 och blev biträdande jurist hos Axel Hemmars advokatbyrå i Norrköping 1943. Han blev sekreterare i Svenska stadsförbundet 1945 och var förste sekreterare där från 1956. Han var expert i 1951 års byggnadsutredning och 1954 års fastighetsbildningsommitté och kommunalrättskommitté. Han var medlem i Par Bricole. Romson skrev ett flertal artiklar i kommunalrättsliga och civilrättsliga ämnen.